# Site archéologique de Montauban-Buzenol
Le site archéologique de Montauban-Buzenol, situé à Buzenol (commune d'Étalle) en Belgique, est classé au patrimoine exceptionnel de la Région wallonne. Il s'agit d'un ensemble formé par un refuge antique fortifié et de ruines des vieilles forges. Depuis les années 1950, le site, placé sous protection, est le lieu de développement de différents espaces muséaux.

## Site
Le site archéologique de Montauban est composé de deux parties distinctes :
- Sur les hauteurs, il y avait une refuge et une fortification dès l'époque celtique et pendant le haut Moyen Âge, selon la typologie de l'éperon barré. Les vestiges des remparts, des douves, des fortifications et d'un donjon sont encore bien visibles[1].
- Dans la vallée, près des rivières, on trouve les vestiges et les ruines témoignant d'une ancienne industrie métallurgique avec des forges, des fours, des halles et un manoir datant du XVe au XIXe siècle.

En marge du site archéologique protégé, différents espaces muséaux se sont également développés et on y retrouve en particulier : 
- le musée lapidaire.
- une reconstitution de la moissonneuse des Trévires.
- un espace consacré à l'art contemporain qui se déploie dans l'ancienne halle au charbon, sur l'étang des forges, dans le bureau des forges restaurés, ou dans l'espace René Greisch composé de quatre conteneurs superposés.

Montauban est aussi répertorié comme site d'un grand intérêt géologique et biologique avec notamment deux sources calcaires pétrifiantes à proximité de la forteresse : le cron de Montauban.

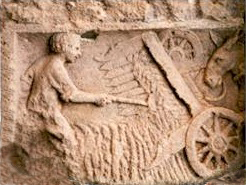
La moissonneuse des Trévires de Montauban-sous-Buzenol (Belgique) - Bas-relief du IIe siècle. Collection Musée gaumais, Virton.
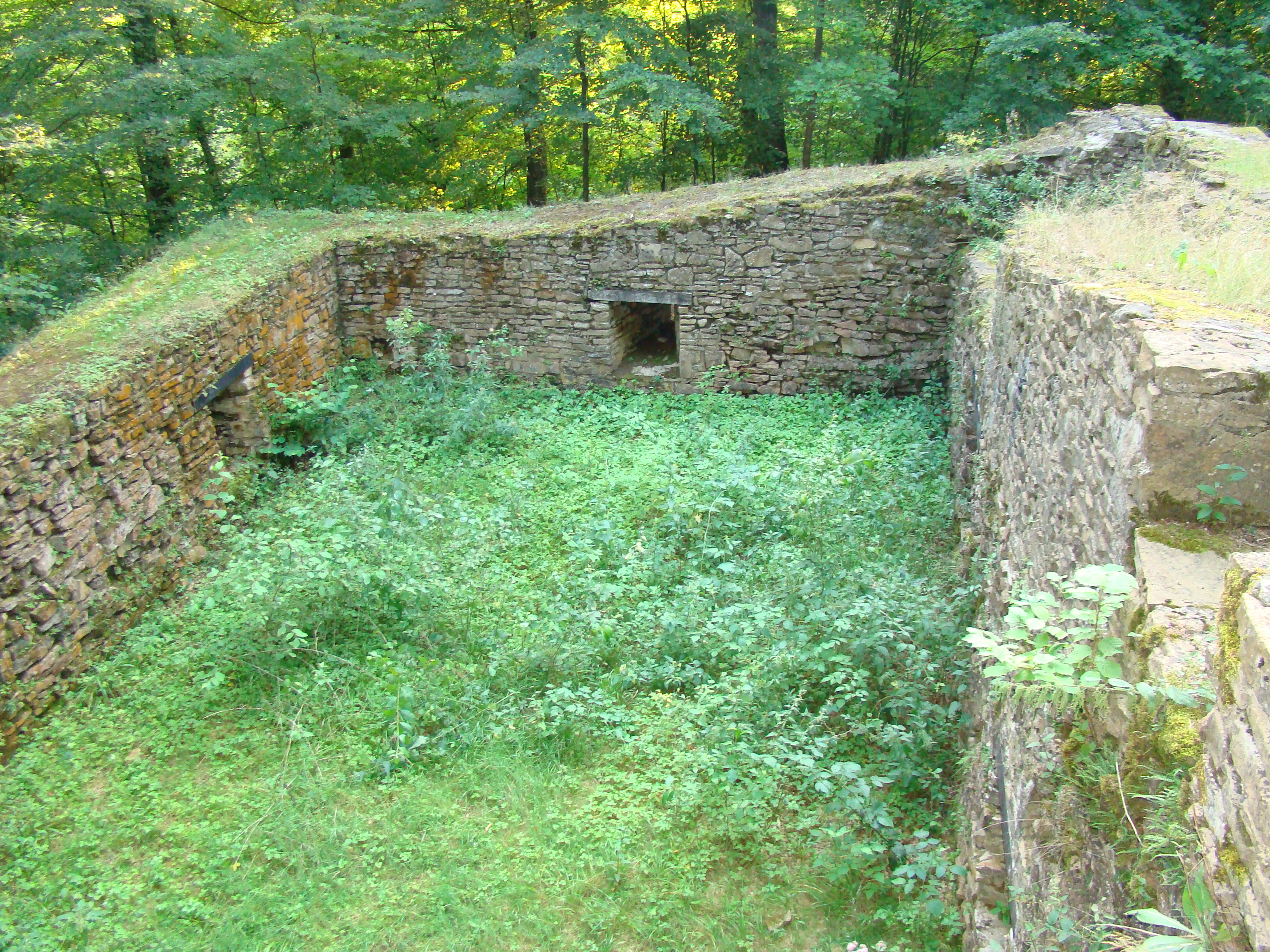
Vestige d'un donjon.